# Azuqueca de Henares
Azuqueca de Henares település Spanyolországban, Guadalajara tartományban. Azuqueca de Henares Alovera, Chiloeches, Los Santos de la Humosa, Alcalá de Henares, Meco és Villanueva de la Torre községekkel határos. Lakosainak száma 35 894 fő (2024).

## Népesség
A település lakosságának változását az alábbi diagram mutatja:
| Lakosok száma | 20 383 | 23 101 | 26 064 | 32 744 | 34 195 | 35 335 | 34 703 | 35 009 | 35 236 | 35 894 |
|               | 2001   | 2004   | 2006   | 2009   | 2011   | 2014   | 2016   | 2019   | 2021   | 2024   |